# کینگ‌فیشر ایرلاینز
کینگ‌فیشر ایرلاینز (به انگلیسی: Kingfisher Airlines) یک شرکت هواپیمایی با کد یاتا IT است که در ۲۰۰۳ میلادی تأسیس شده و در ۹ مه ۲۰۰۵ فعالیتش را آغاز کرده‌است.